# Папаниколис, Димитриос

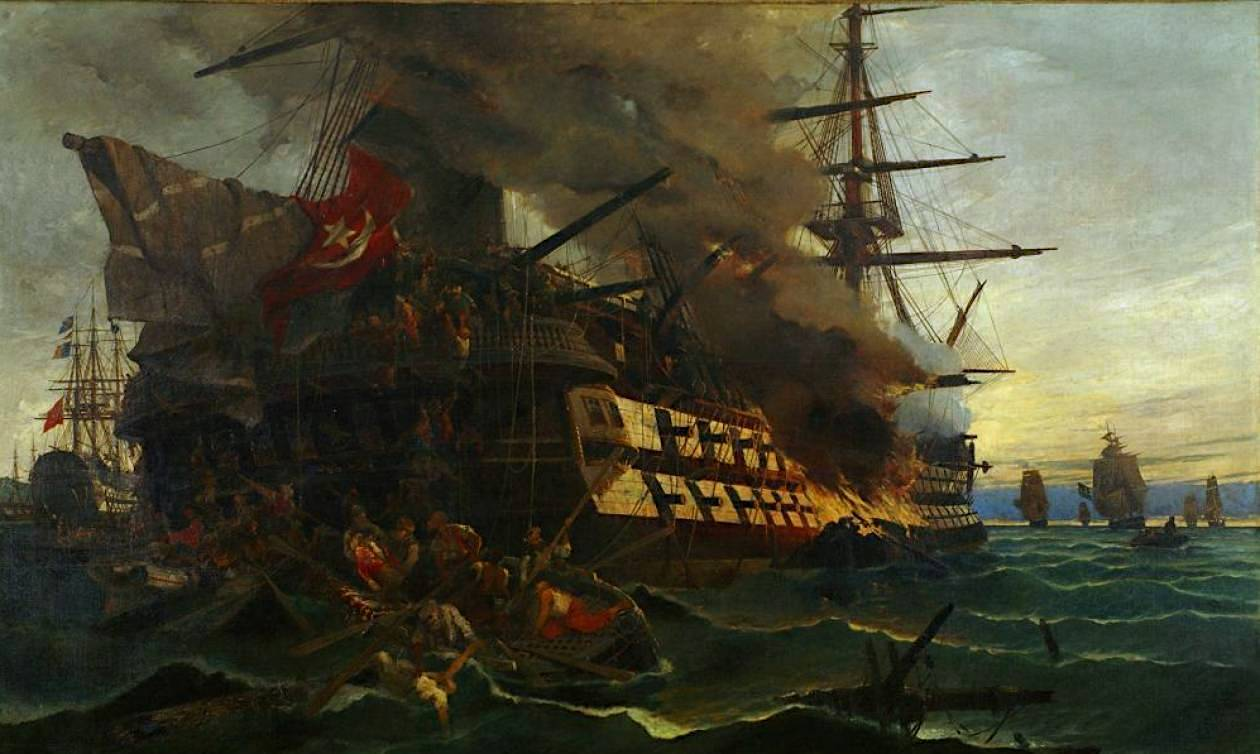
Поджог османского фрегата в заливе Эреса. Картина Константиноса Воланакиса

Дими́триос Папаниколи́с (греч. Δημήτριος Παπανικολής, 1790, остров Псара, Греция — 1855) — греческий моряк, герой Греческой революции, капитан первого греческого брандера, которому удалось поджечь турецкий флагман.

## Биография
Папаниколис родился на острове Псара в 1790 году. В раннем возрасте он ходил в рейсы на корабле своего отца Георгиоса и принимал участие в боях с берберийскими корсарами (Алжир).
В 15 лет он стал сиротой и пошёл в море на чужом судне, но уже в 19 лет стал капитаном. За два года до революции, в 1819 году, его корабль потерпел крушение возле острова Кея и потому к началу революционных событий он работал боцманом на судне своего дяди капитана Апостолиса.

## Война за независимость
С началом революции 1821 года, греческие капитаны и судовладельцы обратили свои торговые корабли в «боевые» — это просто означало установку на кораблях нескольких дополнительных орудий. К счастью для Греции, присутствие корсаров в Средиземноморье и борьба с ними позволяли грекам вооружать свои суда легально в дореволюционный период и к началу революции греческие торговые моряки имели некоторый опыт ведения боевых действий.

## Залив Эреса. Первый этап
24 мая 1821 года флотилия вооруженных греческих кораблей под командованием адмирала Апостолис загнала в залив Эреса острова Лесбоса отставший от турецкой армады одинокий флагман. Это был двупалубный фрегат с 74 орудиями 40-фунтового калибра. Все попытки греческих кораблей подойти и потопить фрегат своими пушками 16-ти фунтового калибра заканчивались безрезультатно. Военный совет капитании пришёл к выводу, что единственный путь к достижению цели это использование брандеров, однако реального опыта с брандерами ни у кого не было.

## Первые брандеры. Пататукас и Афанасьев

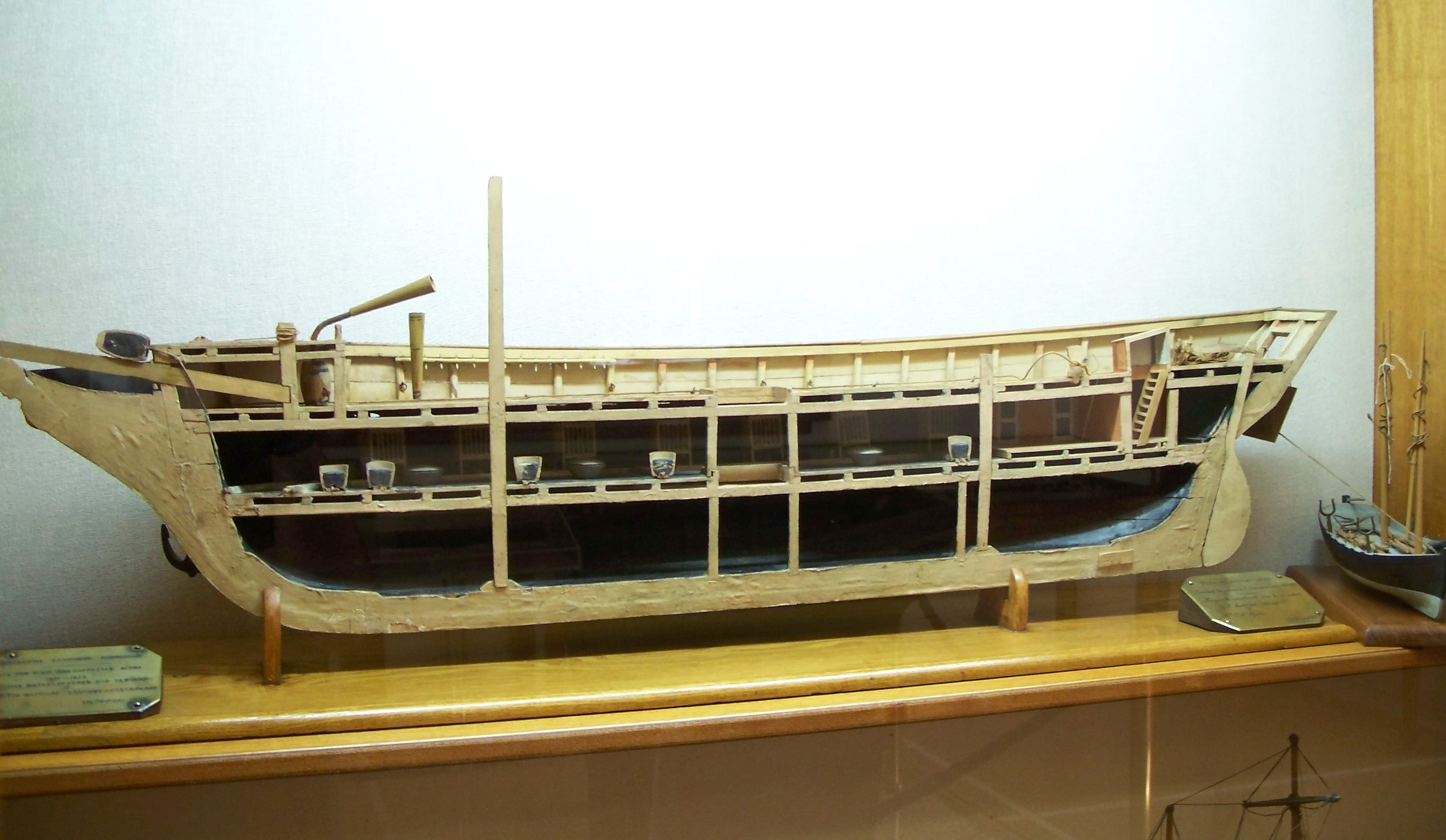
Макет греческого брандера, продольное сечение

В самом начале греческой революции, капитан Георгиос Калафатис с острова Псара не мог предложить своему отечеству ничего, кроме своего старого судна, но его корабль был настолько тихоходен, что он решил переоборудовать его в брандер. В этом ему помог Иван Афанаса (надо полагать Афанасьев). Доподлинно известно что он был русским, но какими судьбами его занесло на Псара — неизвестно. Можно было бы предположить, что он остался с Архипелагской Экспедиции, но если верить утверждению греческого историка Филимонас о том, что Афанасьев 1861 году ещё был жив и жил в Афинах то тогда ему должно было быть далеко за сто, что маловероятно. Других данных об этом россиянине нет.
На военном совете капитании был выслушан Г. Пататукас, получивший относительный опыт оборудования брандеров во Франции. Ему, совместно с Афанасьевым, было предоставлено судно для оборудования его в брандер. Одновременно был запрошен брандер Калафатиса, с острова Псара.

## Залив Эреса. Второй этап
Командование брандером оборудованном Пататукасом и Аафанасьевым принял капитан Георгиос Теохарис. Экипаж брандера сумел ночью подойти к фрегату, зажечь брандер спрыгнуть в шлюпку и уйти под огнём турок, но брандер, вероятно из-за остсутствия опыта, оказался плохо закреплен и сгорел без пользы, под возгласы радости с фрегата и берега, где собрались вооруженные турки. Пессимизм и уныние охватил греческие экипажи.

## Папаниколис
Капитан Хадзитриантафиллу с острова Лемнос отдал свой корабль под брандер. Пататукас и Афанасьев снова взялись за работу. К этому времени подошёл и брандер Калафатиса. Адмирал Апостолис поручил командование первым брандером своему племяннику Папаниколису.
Папаниколис и Калафатис принимают решение в этот раз атаковать днем.
27 мая в 6:00 вся греческая флотилия пошла на фрегат и началась безвредная для фрегата перестрелка. Турки ничего не заподозрили, когда в 6:45 сквозь дым к ним пошли 2 ничем не отличающихся от «боевых» корабля. Первым атаковал Калафатис. Ему удалось закрепить свой брандер к миделю фрегата, но брандер, оборудованный им и Афанасьевым, с малым пламенем стал кренится и тонуть.
Наступил критический момент не только для конкретного сражения, но и для дальнейшей судьбы войны на море. Если и в этот раз греческой флотилии не удастся потопить единичный оттоманский корабль в идеальных условиях, то останется мало надежд на успех в ведении морской войны.
Брандер Папаниколиса под огнём подошёл к фрегату. Первым закрепил крюк в орудийный порт рулевой брандера, Теофилопулос. Папаниколис хладнокровно командует — крепите хорошо крюки! Экипаж прыгает в шлюпку и зажигает брандер. Турки пытаются отвязать брандер и потушить огонь, но это им не удается, несмотря на начавшийся мелкий дождь. Фрегат взлетает на воздух. Турки на берегу разбегаются. Может быть, причиной тому ненависть к туркам, накопленная за несколько веков, но ради исторической правды следует отметить, что пощады тонущим туркам не было. С греческих кораблей были спущены шлюпки и моряки добивали турок в воде, спасая только христиан, служивших или бывших в плену у турок.
С этой минуты минуты у греческого флота появился новый греческий огонь. Брандеры стали основным оружием греческого флота в боях с намного более сильным противником. Пантеон греческого флота пополнили несколько десятков капитанов брандеров. Хотя греки не были пионерами в использовании брандеров в парусном флоте, но только в годы Освободительной войны Греции 1821—1829 гг. брандеры были использованы в таких масштабах, в любое время суток и против судов у причала, на якоре, на ходу.

## Экипаж
Имена членов экипажей последующих брандеров приходится искать в архивах. Но экипаж брандера Папаниколиса (в основном псариоты) отмечен греческой историографией. Вот их имена согласно судовой роли от 27 мая 1821 года:
- Д. Папаниколис — капитан
- Д. Плиммес
- Д. Камбурис
- Д. Кассетас
- К. Стаматарас
- Г. Яннарас
- М. Диассакис
- Г. Кондилос
- И. Комнинос
- К. Зевлис
- Н. Делияннис
- И. Хадзис, Мани
- Н. Хориатис
- А. Пипинос, Идра
- И. Георгиу
- И. Теофилопулос, Пелопоннес
- П. Врулиотис, Малая Азия
- Г. Пататукас, Парга
- И. Афанасиу, Россия
- Ф. Леллес, Тинос
- В. Кефалинос, Кефалиния

## В дальнейшем
Папаниколис отличился во многих последующих сражениях, в особенности в битве при Геронтас в августе 1821 года.
По окончании войны в 1829 году Папаниколис приобрел 1/3 доли брига «Нельсон» и работал на нём до 1833 года, когда бриг был куплен греческим ВМФ. Папаниколис был оставлен капитаном на бриге. В 1836 году бриг налетел на рифы возле острова Закинф и утонул. Папаниколис ушёл в резерв до 1841 года, когда ему было поручено командование корветом «Амалия».
Во время Конституционной Революции 3 сентября 1843 года он представлял остров Псара в Национальной ассамблее.
В 1846 году он был назначен председателем Морского суда. На этом посту он находился до самой своей смерти в 1856 году.

## Память
Кроме улиц во многих городах Греции носящих его имя, именем Папаниколис были названы три подводные лодки Военно-морских сил Греции:
- Папаниколис (Y-2), входившая в состав флота с 1927 по 1945 годы[6]. Субмарина отличилась во время итало-греческой войны 1940-41 годов.
- полученная от США USS Hardhead (SS-365)[англ.] типа «Балао», вступившая в строй как «Παπανικολής» (S-114) и находившаяся в эксплуатации в 1972—1992 годах[6].
- подводная лодка типа 214 «Παπανικολής» (S-120[пол.]), принятая в эксплуатацию 2 ноября 2010 года (примечание: флот Греции 4 года не принимал субмарину по техническим причинам, пока немецкий концерн не внес изменения в проект)[6].